# Губин (Ливно)
Губин је насељено мјесто у Босни и Херцеговини, у граду Ливну, које административно припада Федерацији Босне и Херцеговине. Према попису становништва из 2013 године, у насељу је живио 91 становник.

## Географија
Губин се налази у Ливањском пољу, на локалном путу који се одваја од главног пута Ливно — Босанско Грахово, између села Сајковић и Прово.

## Историја

### Други свјетски рат
У јуну 1941. године, уочи празника Духови, усташе из Ливна извршиле су напад на село. Том приликом убијено је неколико стотина мештана Губина.

## Становништво
Године 1991. у селу је живело 366 становника (361 Србин).
| Националност       | 2013. | 1991. | 1981. | 1971. | 1961. |
| Срби               | 86    | 361   | 491   | 538   | 582   |
| Хрвати             | 5     |       |       | 1     |       |
| Југословени        |       | 3     | 5     |       |       |
| Црногорци          |       |       | 2     |       |       |
| остали и непознато |       | 2     |       | 5     |       |
| Укупно             | 91    | 366   | 498   | 547   | 582   |

| Демографија | Демографија | Демографија |
| Година      | Становника  | Становника  |
| ----------- | ----------- | ----------- |
| 1961.       | 582         |             |
| 1971.       | 547         |             |
| 1981.       | 498         |             |
| 1991.       | 366         |             |
| 2013.       | 91          |             |

## Занимљивости
У Губину су рођени певач народне музике Мирко Пајчин (познатији као Баја Мали Книнџа) и крајишки текстописац, певач и композитор Лазо Пајчин. Популарна певачица Ксенија Пајчин је такође пореклом из Губина.